# Масатенанго
Масатенанго (на испански: Mazatenango) е град в департамент Сучитепекес, Гватемала. Населението на града през 2010 година е 40 281 души.